# Аушвіц III Мановіц

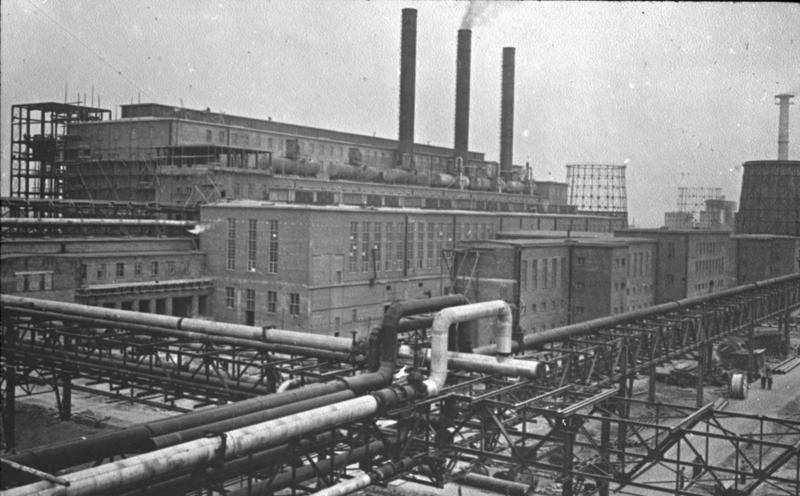
Фабрика IG

Аушвіц III Моновіц (Konzentrationslager Auschwitz III, Konzentrationslager Monowitz, KZ Auschwitz III, K.L.) — невеликий табір, створений при фабриці біля загального комплексу Аушвіц. Моновіц бере назву від польського села, що розташовувалася на його території (нині село Моновице є частиною міста Освенцім). Він почав функціонувати у травні 1942 року і був приписаний до компанії IG Farben. Такі табори регулярно відвідували лікарі та відбирали слабких і хворих для газових камер Біркенау.
Центральне керівництво в Берліні видало 16 жовтня 1942 року наказ про будівництво в Освенцімі псарні на 250 службових собак; заплановано це було на широку ногу і асигновано 81000 марок. При будівництві була прийнята до уваги точка зору табірного ветеринарного лікаря і вжиті всі заходи до створення хороших санітарних умов. Не забули відвести для собак велику територію з газонами, побудували ветеринарну лікарню і спеціальну кухню. Цей факт заслуговує особливої уваги, якщо уявити собі, що одночасно з цією турботою про тварин, табірні керівники відносилися з повною байдужістю до санітарно-гігієнічних умов, в яких жили тисячі в'язнів табору. 
За всю історію було близько 700 спроб втечі, 300 з яких увінчалися успіхом, однак якщо хто-небудь утік, то всіх його родичів заарештовували і відправляли до табору, а всіх в'язнів з його блоку показово страчували. Це був дуже дієвий метод перешкоджання спробам втечі.

## Визволення Аушвіцу від нацистів
18 січня 1945 була визволена Варшава, а 27 січня радянські війська увійшли в Аушвіц. Першими браму головного табору відчинили солдати 100-ї Львівської дивізії з батальйону полтавця єврейського походження Анатолія Шапіро.
У 1996 році уряд Німеччини оголосив 27 січня, день визволення Освенціма, офіційним днем пам'яті жертв Голокосту. Резолюцією ООН 60/7 від 1 листопада 2005 року день 27 січня був оголошений всесвітнім днем пам'яті жертв Голокосту.